# Il cimento dell'armonia e dell'inventione

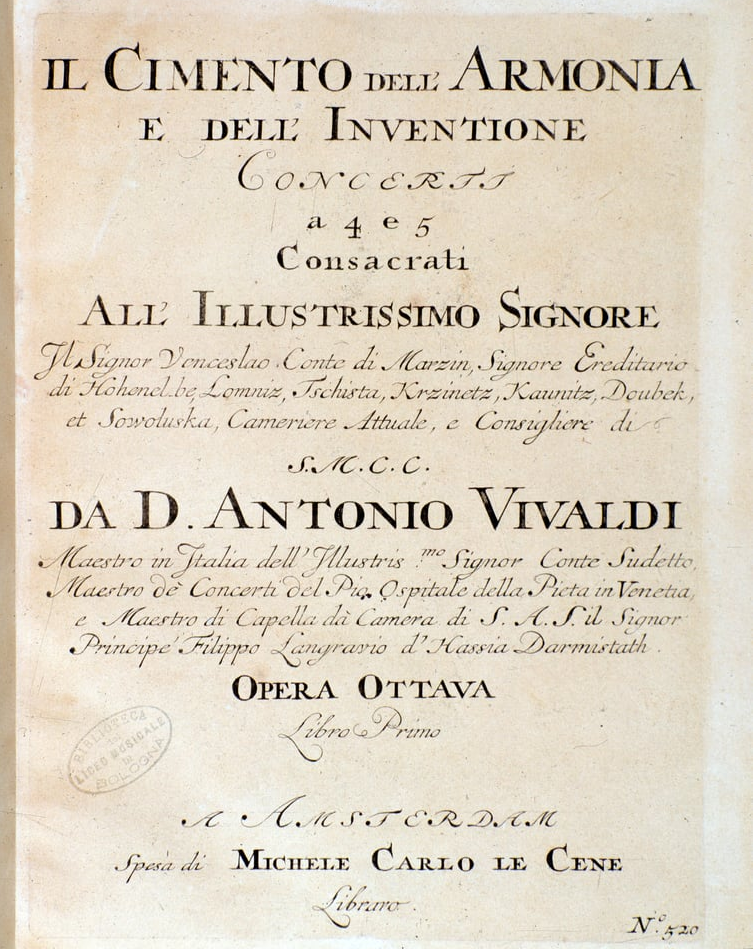
Okładka pierwszego wydania Il cimento dell'armonia e dell'ventione.

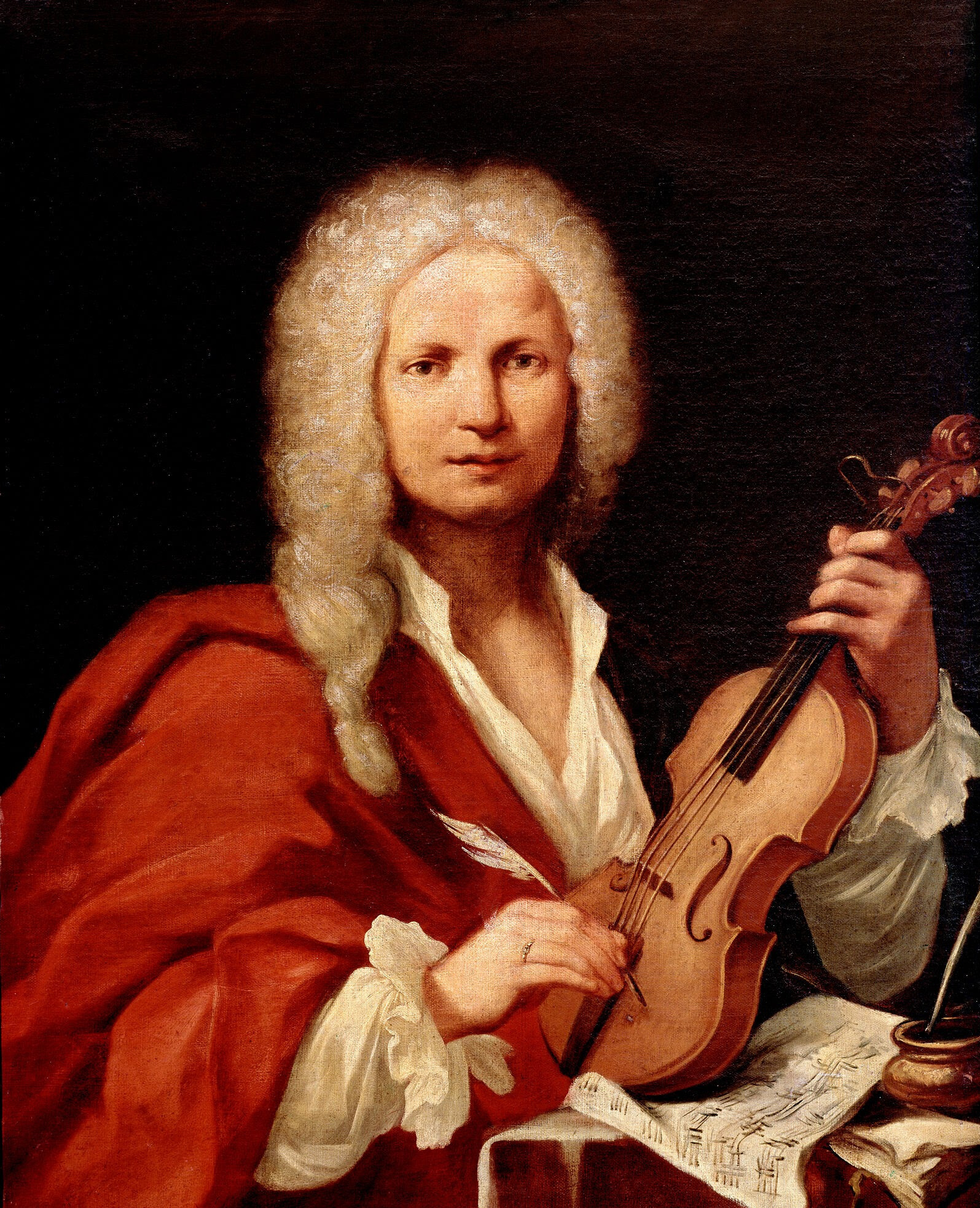
Antonio Vivaldi (1678-1741)

Il Cimento dell'Armonia e dell'Inventione op. 8 („Spór między harmonią a wyobraźnią”) – zbiór 12 koncertów skrzypcowych, które Antonio Vivaldi wydał w 1725 roku w Amsterdamie. Najbardziej znane z koncertów są pierwsze 4, tworzące cykl Cztery pory roku (wł. Le quattro stagioni). 
Koncerty te powstawały w różnym czasie i nie tworzą jednorodnej całości stylistycznej, choć mają podobną budowę. Siedem z nich zostało opatrzone tytułami – są doskonałym przykładem muzyki ilustracyjnej. Pozostałe koncerty nie mają wyraźnych odniesień pozamuzycznych. Zbiór został wydany w formie dwóch zeszytów, po 6 koncertów każdy. Został dedykowany mecenasowi Vivaldiego – czeskiemu hrabiemu Wenzlowi von Morzin, a pierwsze wydanie zostało opatrzone portretem kompozytora. Zbiór stał się bardzo popularny we Włoszech i we Francji, gdzie były żywe tradycje muzyki programowej, a koncert solowy był już wówczas popularną formą muzyczną.
Zbiór składa się z następujących koncertów:
- Koncert nr 1 E-dur "La primavera" ("Wiosna"), RV 269
- Koncert nr 2 g-moll "L'estate" ("Lato"), RV 315
- Koncert nr 3 F-dur "L'autunno" ("Jesień"), RV 293
- Koncert nr 4 f-moll "L'inverno" ("Zima"), RV 297
- Koncert nr 5 Es-dur "La tempesta di mare" ("Burza na morzu"), RV 253
- Koncert nr 6 C-dur "Il Piacere" ("Przyjemność"), RV 180
- Koncert nr 7 d-moll, RV 242
- Koncert nr 8 g-moll, RV 332
- Koncert nr 9 d-moll, RV 236
- Koncert nr 10 B-dur "La Caccia" ("Polowanie"), RV 362
- Koncert nr 11 D-dur, RV 210
- Koncert nr 12 C-dur, RV 178

## Posłuchaj
| (audio)                                            | \| (info) \| \| From Vivaldi's Four Seasons. John Harrison, Violin \| \| (info) \| \| From Vivaldi's Four Seasons. John Harrison, Violin \| \| (info) \| \| From Vivaldi's Four Seasons. John Harrison, Violin \| \| (info) \| \| From Vivaldi's Four Seasons. John Harrison, Violin \| \| (info) \| \| From Vivaldi's Four Seasons. John Harrison, Violin \| \| (info) \| \| From Vivaldi's Four Seasons. John Harrison, Violin \| \| (info) \| \| From Vivaldi's Four Seasons. John Harrison, Violin \| \| (info) \| \| From Vivaldi's Four Seasons. John Harrison, Violin \| \| (info) \| \| From Vivaldi's Four Seasons. John Harrison, Violin \| \| (info) \| \| From Vivaldi's Four Seasons. John Harrison, Violin \| \| (info) \| \| From Vivaldi's Four Seasons. John Harrison, Violin \| \| (info) \| \| From Vivaldi's Four Seasons. John Harrison, Violin \| \| Problem ze ściągnięciem pliku? Zobacz pomoc. \| |
| (info)                                             | |
| From Vivaldi's Four Seasons. John Harrison, Violin | |
| (info)                                             | |
| From Vivaldi's Four Seasons. John Harrison, Violin | |
| (info)                                             | |
| From Vivaldi's Four Seasons. John Harrison, Violin | |
| (info)                                             | |
| From Vivaldi's Four Seasons. John Harrison, Violin | |
| (info)                                             | |
| From Vivaldi's Four Seasons. John Harrison, Violin | |
| (info)                                             | |
| From Vivaldi's Four Seasons. John Harrison, Violin | |
| (info)                                             | |
| From Vivaldi's Four Seasons. John Harrison, Violin | |
| (info)                                             | |
| From Vivaldi's Four Seasons. John Harrison, Violin | |
| (info)                                             | |
| From Vivaldi's Four Seasons. John Harrison, Violin | |
| (info)                                             | |
| From Vivaldi's Four Seasons. John Harrison, Violin | |
| (info)                                             | |
| From Vivaldi's Four Seasons. John Harrison, Violin | |
| (info)                                             | |
| From Vivaldi's Four Seasons. John Harrison, Violin | |
| Problem ze ściągnięciem pliku? Zobacz pomoc.       | |